# Вепра
Вепра (укр. Вепра) — левый приток реки Супой, протекающий по Нежинскому району Черниговской области Украины.

## География
Длина — 10 км.
Русло пересыхает, в верхнем течении — выпрямлено в канал (канализировано), шириной 9 м и глубиной 2 м. На реке нет прудов.
Река берет от каналов между сёлами Катериновка и Александровка. Река течёт на юго-запад. Впадает в реку Супой возле села Веприк.
Пойма заболоченная.
Нет крупных притоков.
Населённые пункты:
1. Веприк